# Skorupa glebowa
Skorupa glebowa – mocno zbita i pozbawiona struktury warstwa na powierzchni roli, utrudniająca dostęp powietrza do głębiej położonych warstw oraz umożliwiająca straty wody poprzez jej parowanie, powstająca w procesie zaskorupienia gleby.